# Campionati mondiali di biathlon 2025
I Campionati mondiali di biathlon 2025, 60ª edizione della manifestazione organizzata dalla International Biathlon Union, si sono tenuti a Lenzerheide, in Svizzera, dal 12 al 23 febbraio. Il programma ha incluso gare di sprint, inseguimento, partenza in linea, individuale e staffetta, sia maschili sia femminili, e di staffetta mista e staffetta mista individuale.

## Impianti

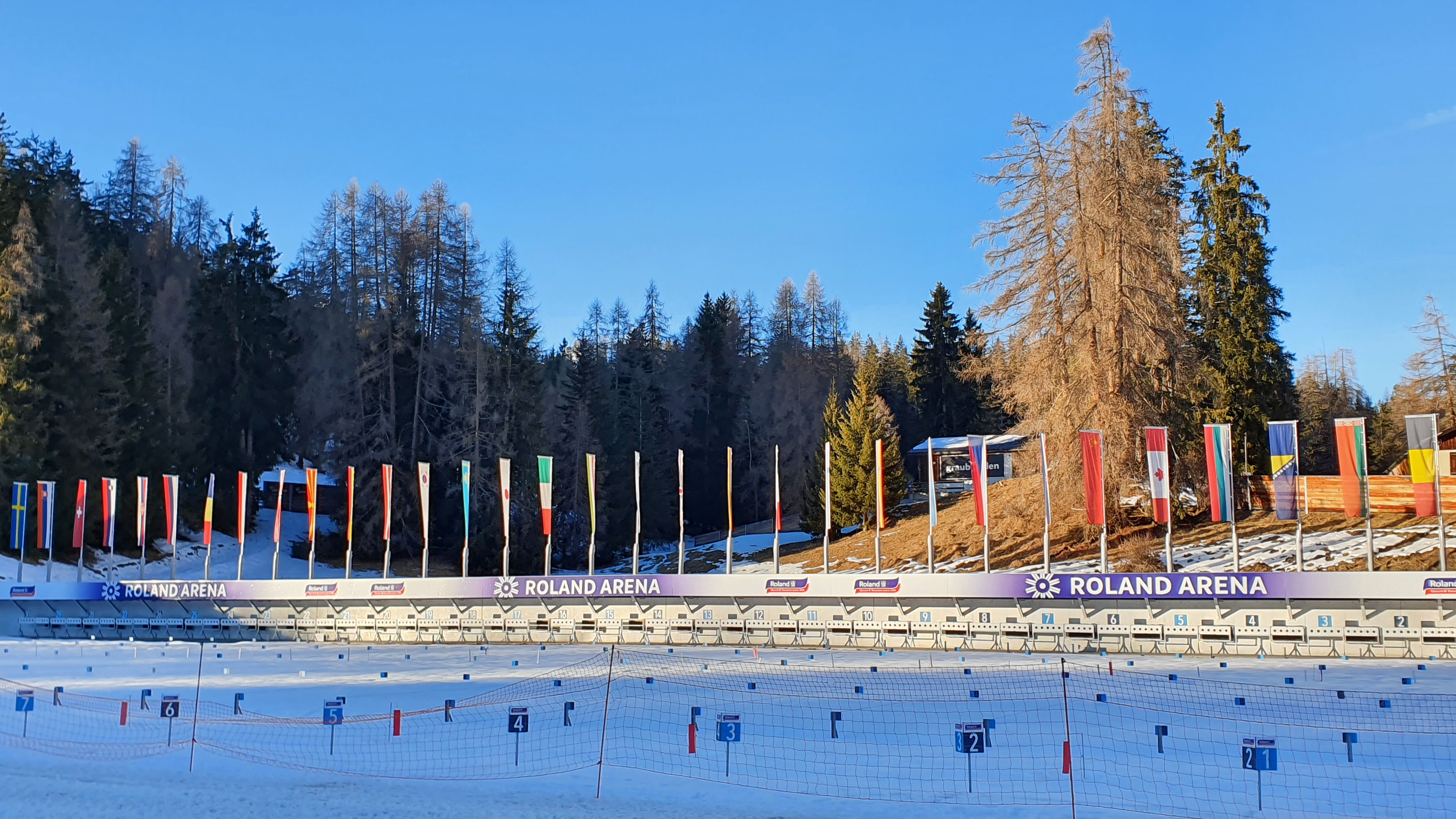
Il poligono della Biathlon Arena Lenzerheide

Sede di gara è stata la Biathlon Arena Lenzerheide (rinominata "Roland Arena" per motivi di sponsorizzazione), nel comune di Lantsch. In seguito all'invasione dell'Ucraina, gli atleti russi e bielorussi sono stati esclusi dalle competizioni.

## Risultati

### Uomini

#### Sprint
| Pos. | Atleta                 | Nazione     | Tempo   |
| ---- | ---------------------- | ----------- | ------- |
| 1    | Johannes Thingnes Bø   | Norvegia    | 21:56,8 |
| 2    | Campbell Wright        | Stati Uniti | 22:24,5 |
| 3    | Quentin Fillon Maillet | Francia     | 22:33,8 |
| 4    | Vebjørn Sørum          | Norvegia    | 22:42,0 |
| 5    | Tommaso Giacomel       | Italia      | 22:44,9 |
| 6    | Martin Uldal           | Norvegia    | 22:51,5 |
| 7    | Endre Strømsheim       | Norvegia    | 22:53,5 |
| 8    | Fabien Claude          | Francia     | 22:53,8 |
| 9    | Sturla Holm Lægreid    | Norvegia    | 22:54,1 |
| 10   | Tarjei Bø              | Norvegia    | 22:58,8 |

Data: 15 febbraio

Ore: 15.05 (UTC+1)

#### Inseguimento
| Pos. | Atleta                 | Nazione     | Tempo   |
| ---- | ---------------------- | ----------- | ------- |
| 1    | Johannes Thingnes Bø   | Norvegia    | 32:26,9 |
| 2    | Campbell Wright        | Stati Uniti | 32:35,5 |
| 3    | Éric Perrot            | Francia     | 32:47,7 |
| 4    | Sturla Holm Lægreid    | Norvegia    | 33:03,6 |
| 5    | Tommaso Giacomel       | Italia      | 33:20,9 |
| 6    | Quentin Fillon Maillet | Francia     | 33:43,5 |
| 6    | Jakov Fak              | Slovenia    | 33:43,5 |
| 8    | Endre Strømsheim       | Norvegia    | 33:49,5 |
| 9    | Martin Ponsiluoma      | Svezia      | 34:02,9 |
| 10   | Tarjei Bø              | Norvegia    | 34:13,8 |

Data: 16 febbraio

Ore: 15.05 (UTC+1)

#### Partenza in linea
| Pos. | Atleta               | Nazione     | Tempo   |
| ---- | -------------------- | ----------- | ------- |
| 1    | Endre Strømsheim     | Norvegia    | 38:22,6 |
| 2    | Sturla Holm Lægreid  | Norvegia    | 38:35,0 |
| 3    | Johannes Thingnes Bø | Norvegia    | 38:35,3 |
| 4    | Campbell Wright      | Stati Uniti | 38:54,0 |
| 5    | Martin Ponsiluoma    | Svezia      | 39:04,5 |
| 6    | Tommaso Giacomel     | Italia      | 39:07,2 |
| 7    | Éric Perrot          | Francia     | 39:14,9 |
| 8    | Lukas Hofer          | Italia      | 39:17,6 |
| 9    | Tero Seppälä         | Finlandia   | 39:17,6 |
| 10   | Jesper Nelin         | Svezia      | 39:39,0 |

Data: 23 febbraio

Ore: 16.05 (UTC+1)

#### Individuale
| Pos. | Atleta                 | Nazione   | Tempo   |
| ---- | ---------------------- | --------- | ------- |
| 1    | Éric Perrot            | Francia   | 47:58,1 |
| 2    | Tommaso Giacomel       | Italia    | 48:50,5 |
| 3    | Quentin Fillon Maillet | Francia   | 49:57,6 |
| 4    | Olli Hiidensalo        | Finlandia | 50:13,0 |
| 5    | Niklas Hartweg         | Svizzera  | 50:13,6 |
| 6    | Jakov Fak              | Slovenia  | 50:16,9 |
| 7    | Philipp Horn           | Germania  | 50:54,1 |
| 8    | Michal Krčmář          | Rep. Ceca | 51:01,0 |
| 9    | Endre Strømsheim       | Norvegia  | 51:06,3 |
| 10   | Tarjei Bø              | Norvegia  | 51:16,9 |

Data: 19 febbraio

Ore: 15.05 (UTC+1)

#### Staffetta
| Pos. | Nazione     | Atleti                                                              | Tempo     |
| ---- | ----------- | ------------------------------------------------------------------- | --------- |
| 1    | Norvegia    | Endre Strømsheim Tarjei Bø Sturla Holm Lægreid Johannes Thingnes Bø | 1:18:18,1 |
| 2    | Francia     | Émilien Claude Fabien Claude Éric Perrot Quentin Fillon Maillet     | 1:19:00,0 |
| 3    | Germania    | Philipp Nawrath Danilo Riethmüller Johannes Kühn Philipp Horn       | 1:19:54,0 |
| 4    | Svezia      | Viktor Brandt Jesper Nelin Martin Ponsiluoma Sebastian Samuelsson   | 1:20:12,1 |
| 5    | Italia      | Daniele Cappellari Lukas Hofer Elia Zeni Tommaso Giacomel           | 1:20:30,8 |
| 6    | Rep. Ceca   | Tomáš Mikyska Vítězslav Hornig Jonáš Mareček Michal Krčmář          | 1:20:42,9 |
| 7    | Svizzera    | Sebastian Stalder Joscha Burkhalter James Pacal Niklas Hartweg      | 1:21:01,3 |
| 8    | Ucraina     | Anton Dudčenko Vitalij Mandzyn Taras Lesjuk Dmytro Pidručnyj        | 1:21:07,8 |
| 9    | Stati Uniti | Paul Schommer Maxime Germain Campbell Wright Sean Doherty           | 1:21:33,3 |
| 10   | Finlandia   | Olli Hiidensalo Tero Seppälä Jimi Klemettinen Arttu Heikkinen       | 1:22:12,5 |

Data: 22 febbraio

Ore: 15.05 (UTC+1)

### Donne

#### Sprint
| Pos. | Atleta          | Nazione   | Tempo   |
| ---- | --------------- | --------- | ------- |
| 1    | Justine Braisaz | Francia   | 22:08,7 |
| 2    | Franziska Preuß | Germania  | 22:18,5 |
| 3    | Suvi Minkkinen  | Finlandia | 22:18,7 |
| 4    | Lena Häcki      | Svizzera  | 22:20,1 |
| 5    | Michela Carrara | Italia    | 22:33,1 |
| 6    | Lou Jeanmonnot  | Francia   | 22:39,6 |
| 7    | Julia Simon     | Francia   | 22:43,2 |
| 8    | Maya Cloetens   | Belgio    | 22:59,2 |
| 9    | Ella Halvarsson | Svezia    | 23:00,9 |
| 10   | Elvira Öberg    | Svezia    | 23:02,1 |

Data: 14 febbraio

Ore: 15.05 (UTC+1)

#### Inseguimento
| Pos. | Atleta          | Nazione   | Tempo   |
| ---- | --------------- | --------- | ------- |
| 1    | Franziska Preuß | Germania  | 26:58,9 |
| 2    | Elvira Öberg    | Svezia    | 27:38,0 |
| 3    | Justine Braisaz | Francia   | 27:39,8 |
| 4    | Lou Jeanmonnot  | Francia   | 28:01,1 |
| 5    | Lena Häcki      | Svizzera  | 28:27,2 |
| 6    | Suvi Minkkinen  | Finlandia | 28:40,0 |
| 7    | Anna Magnusson  | Svezia    | 28:42,9 |
| 8    | Michela Carrara | Italia    | 28:43,1 |
| 9    | Ella Halvarsson | Svezia    | 28:46,8 |
| 10   | Selina Grotian  | Germania  | 28:51,9 |

Data: 16 febbraio

Ore: 12.05 (UTC+1)

#### Partenza in linea
| Pos. | Atleta          | Nazione   | Tempo   |
| ---- | --------------- | --------- | ------- |
| 1    | Elvira Öberg    | Svezia    | 40:32,3 |
| 2    | Océane Michelon | Francia   | 40:41,7 |
| 3    | Maren Kirkeeide | Norvegia  | 40:48,8 |
| 4    | Jeanne Richard  | Francia   | 40:55,4 |
| 5    | Milena Todorova | Bulgaria  | 40:56,6 |
| 6    | Lou Jeanmonnot  | Francia   | 41:06,4 |
| 7    | Franziska Preuß | Germania  | 41:08,4 |
| 8    | Suvi Minkkinen  | Finlandia | 41:15,7 |
| 9    | Tuuli Tomingas  | Estonia   | 41:27,6 |
| 10   | Justine Braisaz | Francia   | 41:36,4 |

Data: 23 febbraio

Ore: 13.45 (UTC+1)

#### Individuale
| Pos. | Atleta          | Nazione   | Tempo   |
| ---- | --------------- | --------- | ------- |
| 1    | Julia Simon     | Francia   | 41:27,7 |
| 2    | Ella Halvarsson | Svezia    | 42:05,5 |
| 3    | Lou Jeanmonnot  | Francia   | 42:06,9 |
| 4    | Suvi Minkkinen  | Finlandia | 42:43,0 |
| 5    | Julija Džyma    | Ucraina   | 42:51,5 |
| 6    | Elvira Öberg    | Svezia    | 42:57,5 |
| 7    | Tuuli Tomingas  | Estonia   | 43:12,5 |
| 8    | Maren Kirkeeide | Norvegia  | 43:14,4 |
| 9    | Justine Braisaz | Francia   | 43:20,6 |
| 10   | Franziska Preuß | Germania  | 43:21,0 |

Data: 18 febbraio

Ore: 15.05 (UTC+1)

#### Staffetta
| Pos. | Nazione    | Atlete                                                                                      | Tempo     |
| ---- | ---------- | ------------------------------------------------------------------------------------------- | --------- |
| 1    | Francia    | Lou Jeanmonnot Océane Michelon Justine Braisaz Julia Simon                                  | 1:07:26,5 |
| 2    | Norvegia   | Karoline Offigstad Knotten Ingrid Landmark Tandrevold Ragnhild Femsteinevik Maren Kirkeeide | 1:08:30,7 |
| 3    | Svezia     | Anna Magnusson Ella Halvarsson Hanna Öberg Elvira Öberg                                     | 1:09:11,0 |
| 4    | Austria    | Lea Rothschopf Lisa Hauser Tamara Steiner Anna Andexer                                      | 1:09:16,6 |
| 5    | Germania   | Sophia Schneider Selina Grotian Julia Tannheimer Franziska Preuß                            | 1:09:24,9 |
| 6    | Slovacchia | Ema Kapustová Paulína Fialková Anastasija Kuz'mina Mária Remeňová                           | 1:09:42,4 |
| 7    | Italia     | Hannah Auchentaller Dorothea Wierer Samuela Comola Michela Carrara                          | 1:10:13,7 |
| 8    | Slovenia   | Lena Repinc Anamarija Lampič Polona Klemenčič Živa Klemenčič                                | 1:10:22,9 |
| 9    | Polonia    | Natalia Sidorowicz Kamila Żuk Anna Mąka Joanna Jakieła                                      | 1:10:52,0 |
| 10   | Estonia    | Regina Oja Tuuli Tomingas Susan Külm Johanna Talihärm                                       | 1:11:03,8 |

Data: 22 febbraio

Ore: 12.05 (UTC+1)

### Misto

#### Staffetta
| Pos. | Nazione   | Atleti                                                                              | Tempo      |
| ---- | --------- | ----------------------------------------------------------------------------------- | ---------- |
| 1    | Francia   | Julia Simon Lou Jeanmonnot Éric Perrot Émilien Jacquelin                            | 1:04:41,5  |
| 2    | Rep. Ceca | Jessica Jislová Tereza Voborníková Vítězslav Hornig Michal Krčmář                   | 1:05:55,3  |
| 3    | Germania  | Selina Grotian Franziska Preuß Philipp Nawrath Justus Strelow                       | 1:05:59,9  |
| 4    | Norvegia  | Ingrid Landmark Tandrevold Maren Kirkeeide Sturla Holm Lægreid Johannes Thingnes Bø | 1:06:02,6  |
| 5    | Svezia    | Anna Magnusson Hanna Öberg Martin Ponsiluoma Sebastian Samuelsson                   | 1:06:18,0  |
| 6    | Svizzera  | Amy Baserga Lena Häcki Sebastian Stalder Niklas Hartweg                             | 1:06:25,6  |
| 7    | Italia    | Hannah Auchentaller Dorothea Wierer Lukas Hofer Tommaso Giacomel                    | 1:07:22,07 |
| 8    | Ucraina   | Iryna Varvynec' Chrystyna Dmytrenko Anton Dudčenko Dmytro Pidručnyj                 | 1:07.31,1  |
| 9    | Finlandia | Suvi Minkkinen Sonja Leinamo Tero Seppälä Olli Hiidensalo                           | 1:07:33,8  |
| 10   | Belgio    | Lotte Lie Maya Cloetens Thierry Langer Florent Claude                               | 1:08:01,5  |

Data: 12 febbraio

Ore: 14.30 (UTC+1)

#### Staffetta individuale
| Pos. | Nazione   | Atleti                                     | Tempo   |
| ---- | --------- | ------------------------------------------ | ------- |
| 1    | Francia   | Julia Simon Quentin Fillon Maillet         | 32:25,1 |
| 2    | Norvegia  | Ragnhild Femsteinevik Johannes Thingnes Bø | 35:30,8 |
| 3    | Germania  | Franziska Preuß Justus Strelow             | 35:33,4 |
| 4    | Svizzera  | Amy Baserga Niklas Hartweg                 | 35:37,8 |
| 5    | Svezia    | Ella Halvarsson Sebastian Samuelsson       | 35:38,6 |
| 6    | Slovenia  | Lena Repinc Jakov Fak                      | 35:43,8 |
| 7    | Italia    | Dorothea Wierer Tommaso Giacomel           | 35:57,7 |
| 8    | Austria   | Lisa Hauser Simon Eder                     | 36:05,3 |
| 9    | Lettonia  | Baiba Bendika Renārs Birkentāls            | 36:12,7 |
| 10   | Finlandia | Suvi Minkkinen Tero Seppälä                | 36:12,7 |

Data: 20 febbraio

Ore: 16.05 (UTC+1)

## Medagliere per nazioni
| Pos. | Nazione     | Oro | Argento | Bronzo | Totale |
| ---- | ----------- | --- | ------- | ------ | ------ |
| 1    | Francia     | 6   | 2       | 5      | 13     |
| 2    | Norvegia    | 4   | 3       | 2      | 9      |
| 3    | Svezia      | 1   | 2       | 1      | 4      |
| 4    | Germania    | 1   | 1       | 3      | 5      |
| 5    | Stati Uniti | 0   | 2       | 0      | 2      |
| 6    | Italia      | 0   | 1       | 0      | 1      |
| 6    | Rep. Ceca   | 0   | 1       | 0      | 1      |
| 8    | Finlandia   | 0   | 0       | 1      | 1      |